# Czesław Dusza
Czesław Jan Dusza (ur. 10 maja 1926 w Męcinie Małej, zm. 3 stycznia 2013 w Turku) – polski technik górnik, poseł na Sejm PRL V kadencji.

## Życiorys
Syn Piotra i Ludwiki. Uzyskał wykształcenie średnie techniczne, z zawodu górnik. Był zatrudniony na stanowisku sztygara w Kopalni Soli Kłodawa. Skonstruował i opatentował urządzenie do prowadzenia wierceń, w szczególności w złożach solnych. W 1969 uzyskiwał mandat posła na Sejm PRL w okręgu Kalisz z ramienia Polskiej Zjednoczonej Partii Robotniczej. Zasiadał w Komisji Kultury i Sztuki oraz w Komisji Przemysłu Ciężkiego, Chemicznego i Górnictwa.

## Odznaczenia
- Złoty Krzyż Zasługi
- Srebrny Krzyż Zasługi